# Vera Chirwa
Vera Mlangazua Chirwa (26 de maig de 1932) és una advocada i activista dels drets humans i civils nascuda de Malawi. Va ser la primera dona advocada de Malawi i membre fundadora del Partit del Congrés de Malawi i de la Lliga de Dones Africanes de Nyasalàndia. Va lluitar pel govern democràtic multipartidista a Malawi i va ser acusada de traïció, jutjada i condemnada a mort pel president Kamuzu Banda. Va passar 12 anys en el corredor de la mort. Estava casada amb l'advocat Orton Chirwa, ministre de Justícia i fiscal general de Malawi, que va morir a la presó.

## Biografia
Vera Chirwa va néixer a Malawi (aleshores Nyasalàndia) el 26 de maig de 1932. Seguint els costums del poble Ngoni, la seva condició de primer fill va portar els seus avis paterns a criar-la.

### Carrera política
A principis de la dècada de 1950, Vera Chirwa va unir forces amb Rose Chibambo per formar la Lliga de Dones Africanes de Nyasalàndia, que va treballar amb el Congrés Africà de Nyasalàndia per aconseguir la seva separació de la impopular Federació de Rhodèsia i Nyasalàndia. Es va convertir en la primera dona advocada de Nyasalàndia, i va ser membre fundadora del Partit del Congrés de Malawi el 1959. Després que Nyasalàndia va obtenir l'autogovern el 1961 i es va convertir en l'estat independent de Malawi dos anys més tard, Orton Chirwa, el marit de Vera, es va convertir en una figura important del nou govern com a Ministre de Justícia i Fiscal General.
Després de tenir una baralla amb Kamuzu Banda, Chirwa i el seu marit van ser declarats enemics de l'estat.

### Exili i captura
La parella es va veure forçada a exiliar-se a Tanzània unes setmanes més tard. Vivien a Tanzània, però van viatjar a Zàmbia, la Gran Bretanya i als Estats Units d'Amèrica. La nit de Nadal de 1981, Vera i Orton Chirwa van ser arrestats a l'est de Zàmbia per les forces de seguretat de Malawi i portats de tornada al seu país per enfrontar-se a càrrecs d'alta traïció.

### Judici
Els Chirwa van ser jutjats per un tribunal "tradicional". Tots dos advocats, van fer la seva pròpia defensa, ja que els tribunals tradicionals no van permetre advocats defensors en un judici de dos mesos de durada davant dels jutges designats per Banda. Aquest cas va demostrar les deficiències del sistema. Al final de la seva apel·lació el 1983, la minoria dels jutges d'apel·lació que tenien formació jurídica es van oposar al veredicte de culpabilitat, però va ser anul·lat per la majoria formada per caps tradicionals. El dia del judici Vera desafiant va aixecar la mà per parlar i mirant el magistrat directament als ulls li va preguntar per quins motius estaven acusats. Estava prohibit interrogar el tribunal i la resposta que va rebre va ser: "Simplement la teva culpabilitat!".
En el seu judici, els Chirwa van afirmar que havien estat segrestats a Zàmbia el desembre de 1981. Això, i l'acusació d'haver conspirat per enderrocar el govern des de fora de Malawi, hauria d'haver significat que els tribunals tradicionals no tinguessin jurisdicció. El cas encara podria haver estat escoltat al Tribunal Superior de Malawi, però aquest tribunal va requerir proves de culpabilitat més enllà de qualsevol dubte raonable. El cas de traïció escoltat contra els Chirwa pel Tribunal Tradicional de la Regió del Sud l'any 1983 es va basar en documents manuscrits que es deia que s'havien trobat en una bossa que pertanyia a Vera quan havia estat arrestada, i el testimoni "expert" d'un agent de policia que afirmava que realment aquells papers eren d'Orton. També es van admetre com a proves una declaració sense signatura que es deia havia estat feta per Orton Chirwa, però que ell va repudiar, i una transcripció que segons l'acusació s'havia fet d'una entrevista gravada que aquest havia concedit. Aquesta prova, per dubtosa que fos, només anava en contra d'Orton Chirwa, no contra Vera. L'única acusació contra ella va ser que s'haguessin trobat els documents a la seva bossa, cosa que havia negat. Als Chirwa no se'ls va permetre cridar testimonis de fora de Malawi i tots dos van ser condemnats a mort. Després del judici, la parella va ser traslladada a la presó central de Zomba. Segons Chirwa, "en el camí vam perdonar les persones que havien donat testimonis falsos, als jutges i fins i tot al president". Va ser l'última vegada que ella i el seu marit van viatjar junts.
En l'apel·lació dels Chirwa davant el Tribunal Nacional Tradicional d'Apel·lacions, s'hi va criticar la negativa del tribunal inferior a admetre testimonis de la defensa, la seva admissió de la declaració no signada d'Orton Chirwa i l'acceptació d'un oficial de policia com a testimoni expert, i que hi havia hagut la minoria de jutges exterts que no havien acceptat que la creació d'aquells documents manuscrits inèdits equivalguessin a traïció. Tot i això, el tribunal d'apel·lació va arribar a la sorprenent conclusió que, fins i tot si els tribunals tradicionals no tenien jurisdicció legal, tenien el dret tradicional de jutjar-los i que (malgrat les deficiències en el maneig del cas per part del tribunal inferior), la seva decisió era correcta i s'havia de mantenir. Les penes de mort van ser commutades, però Orton Chirwa va morir més tard a la presó.

### Empresonament i alliberament
Les condicions al pavelló femení eren dures. Chirwa va ser sotmesa a tortura i altres formes de brutalitat. Va dormir al terra de ciment, es va negar a menjar el menjar repugnant de la presó i se li van negar les visites, les cartes del seu marit i el dret a sortir a fora. Va romandre a la presó en el corredor de la mort durant 12 anys, però va mantenir l'esperança de ser alliberada. Agraeix que la seva fe cristiana li permés mantenir l'esperança i la fe.
El 1990 Amnistia Internacional va iniciar una acció urgent per alliberar Orton i Vera Chirwa. A la tardor de 1992, quan una delegació d'experts legals britànics van aconseguir de fer-los una visita, la aprella va poder veure's de nou per primera vegada en vuit anys. Orton va morir a la seva cel·la 3 setmanes després a l'edat de 73 anys. Chirwa no va poder assistir al funeral.
Banda la va perdonar per "raons humanitàries", i va ser alliberada el 24 de gener de 1993 quan el país estava entrant en una fase multipartidista després del final del govern de Banda.

## Carrera actual

### Activisme pels drets humans
L'any 2000, va ser nomenada reportera especial sobre les condicions penitenciàries a l'Àfrica de la Comissió Africana de Drets Humans i dels Pobles. També va fundar l'ONG Malawi Center for Advice, Research and Education on Rights (Malawi CARER) i dirigeix aquesta organització. Va fer campanya per la fi de la pena de mort. Va continuar la seva lluita pels drets humans i polítics sota els governs de Bakili Muluzi i Bingu wa Mutharika. També treballa per a Women's Voice, una organització de drets de gènere.

### Activisme polític
Chirwa va continuar lluitant pels drets polítics i el 2004 va presentar-se com a candidata independent a la presidència explicant que “els homes havien dominat la vida política a Malawi durant massa temps”. Aquella candidatura es va revelar una tasca difícil en un país amb un sistema de partits que perjudica a qui no és un polític de carrera.

### Premi Vera Chirwa de Drets Humans
El premi Vera Chirwa de Drets Humans és atorgat pel Centre de Drets Humans de la Universitat de Pretòria, Sud-àfrica, a qui "personifiqui millor l'autèntic advocat de drets humans africà" i "faci una contribució excepcional a la protecció i promoció dels drets humans a l'Àfrica". Els destinataris són antics alumnes dels programes de Màster en Dret de Drets Humans i Democratització de la Universitat de Pretòria. Es va establir el premi l'any 2006, quan el centre Chtrwa va rebre el Premi UNESCO.
Llista de guanyadors del premi Vera Chirwa:
- 2020: Prof Benyam Mezmur (Etiòpia) i el Dr. Solomon Dersso (Etiòpia)
- 2019: Jutge Lydia Mugambe-Ssali (Uganda)[14]
- 2019: Periodista Joojo Cobbinah (Ghana)[15]
- 2017: Melanie Smuts (Sud-àfrica) i Musu Bakoto Sawo (Gàmbia)
- 2015: Prof. Christopher Mbazira (Uganda) i Sra Salima Namusobya (Uganda)
- 2014: Sra. Leda Hasila Limann (Ghana)
- 2013: Sr. Augustin Kounkiné Somé (Burkina Faso)
- 2012: Dra Lilian Chenwi (Camerun)
- 2012: Ms Monica Mbaru (Kenya)
- 2011: Thulani Maseko (Swazilàndia)
- 2010: Sr. Yoseph Mulugeta (Etiòpia)
- 2009: Sr. Gabriel Shumba (Zimbàbue)
- 2008: Sr. Julius Osega (Uganda) (pòstumament)
- 2007: Nana Oye Lithur (Ghana)
- 2006: Sr. Melron Nicol-Wilson (Sierra Leone, LLM en Drets Humans i Pràctica Constitucional, 1998)

## Publicacions
- Fearless Fighter, (2007) - Autobiografia.